# Petit (football)
Pour les articles homonymes, voir Gonçalves, Teixeira et Petit.
Armando Gonçalves Teixeira, dit Petit, né le 25 septembre 1976 à Strasbourg (France), est un footballeur portugais, reconverti entraîneur.

## Biographie

### En club
Petit évolue au Portugal et en Allemagne. Il joue notamment pendant six saisons avec le Benfica Lisbonne, et pendant trois saisons avec le FC Cologne.
Il dispute un total de 229 matchs en première division portugaise, inscrivant 23 buts, et 87 matchs en première division allemande, marquant cinq buts. Le 6 novembre 2005, il se met en évidence en étant l'auteur d'un doublé en championnat avec le Benfica, lors de la réception du Rio Ave (score : 2-2).
Ses principaux titres sont constitués de deux titres de champion du Portugal, et une Coupe du Portugal.
Au sein des compétitions européennes, il dispute 34 matchs en Ligue des champions (un but), et 25 matchs en Coupe de l'UEFA (un but).
Avec le Benfica, il atteint les quarts de finale de la Ligue des champions en 2006. Son équipe s'incline face au FC Barcelone. La saison suivante, il atteint les quarts de finale de la Coupe de l'UEFA. Il inscrit un but en huitièmes de finale face au Paris Saint-Germain, avant de s'incliner en quart face à l'Espanyol de Barcelone.

### En sélection
Petit reçoit 57 sélections en équipe du Portugal entre 2001 et 2008, inscrivant quatre buts.
Il joue son premier match en équipe nationale le 2 juin 2001, contre l'Irlande. Ce match nul (1-1) rentre dans le cadre des éliminatoires du mondial 2002. 
En juin 2002, il participe à la phase finale de la Coupe du monde, organisée au Japon et en Corée du Sud. Lors du mondial, il est titulaire et joue les trois matchs de son équipe. Avec un bilan d'une victoire et deux défaites, le Portugal est éliminé dès le premier tour.
En 2004, il participe à la phase finale du championnat d'Europe organisé dans son pays natal. Lors de l'Euro, il n'est pas la premier choix du sélectionneur et ne joue que deux rencontres. Il dispute une rencontre de phase de poule contre l'Espagne, et la demi-finale remportée face aux Pays-Bas. Le Portugal s'incline en finale face à la Grèce, avec Petit sur le banc.
Le 13 octobre 2004, il se met en évidence en inscrivant ses deux premiers buts, face à la Russie. Ce match gagné sur le très large score de 7-1 rentre dans le cadre des éliminatoires du mondial 2006.
Le 12 novembre 2005, il marque son troisième but, en amical contre la Croatie (victoire 2-0). Le 27 mai 2006, il marque son quatrième et denier but avec le Portugal, lors d'une rencontre amicale face au Cap-Vert (victoire 4-1).
Il participe ensuite à la phase finale de la Coupe du monde 2006, qui se déroule en Allemagne. Lors de ce mondial, il joue cinq matchs. Le Portugal se classe quatrième du mondial, en étant battu par le pays organisateur lors de la "petite finale".
En juin 2008, il participe à sa dernière compétition avec le Portugal : le championnat d'Europe organisée en Autriche et en Suisse. Lors de cette compétition, il joue trois matchs. Le Portugal s'incline en quart de finale face à l'Allemagne, ce qui s'avère être le tout dernier match disputé en sélection par Petit.

### Entraîneur
Après sa carrière de joueur, il se reconvertit comme entraîneur.
Il commence par entraîner le club de Boavista. Il dirige ensuite les joueurs du CD Tondela, du Moreirense FC, du Paços de Ferreira, du CS Marítimo, et du Belenenses SAD.

## Palmarès
- équipe du Portugal
  - Finaliste du championnat d'Europe en 2004

- Boavista FC
  - Champion du Portugal en 2001
  - Vice-champion du Portugal en 2002

- Benfica Lisbonne
  - Champion du Portugal en 2005
  - Vice-champion du Portugal en 2003 et 2004
  - Vainqueur de la Coupe du Portugal en 2004
  - Finaliste de la Coupe du Portugal en 2005
  - Vainqueur de la Supercoupe du Portugal en 2005